# Carinoma patagonica
Carinoma patagonica är en djurart som tillhör fylumet slemmaskar, och som beskrevs av Heinrich Bürger 1895. Carinoma patagonica ingår i släktet Carinoma och familjen Carinomidae. Inga underarter finns listade i Catalogue of Life.